# Доња Саксонија
Доња Саксонија (нем. Niedersachsen) је држава на северу Немачке. Област државе припада језичкој зони ниско немачког језика. По површини је, после Баварске, друга држава у Немачкој. Главни град је Хановер, који са Бременом и Хамбургом представља три највећа града северне Немачке.

## Историја
Држава је названа по народу који ју је првобитно насељавао: Саси или Саксонци. Како се саксонска кнежевина ширила на југоисток (данашње државе Саксонија-Анхалт и Саксонија), тако је ова област добила име Доња Саксонија. То име је имала у Светом римском царству, почев од 15. века. Термин „Доња Саксонија“ је коришћен након распада матичног војводства крајем 13. века да би се раздвојили делови бившег војводства којим је владала кућа Велф од бирачког тела Саксоније с једне стране и од војводства Вестфалије с друге.
Две велике кнежевине су преживеле источно од Везера после Наполеонових ратова: Краљевина Хановер и Војводство Брунсвик (после 1866. Хановер је постао пруска провинција; после 1919. Брунсвик је постао слободна држава). Историјски је постојала блиска веза између краљевске куће Хановера (Електората Хановера) и Уједињеног Краљевства Велике Британије и Ирске као резултат њихове личне уније у 18. веку (лична унија је раскинута када је Викторија постала краљица Сједињених Држава Краљевина 1837. јер Хановер није дозвољавао владарке).
Када је нацистичка партија преузела власт 1933. године, они су брзо трансформисали Немачку у високо централизовану државу и поделили цео Трећи рајх. Ипак, неке промене у старим државним и покрајинским границама су направљене 1937. године, посебно укључујући град Куксхавен који је у потпуности интегрисан у пруску провинцију Хановер према Закону о Великом Хамбургу. Ефекат ове промене из нацистичке ере био је да су 1946. године, након што је Трећи рајх пропао и када је основана држава Доња Саксонија, требало спојити само четири државе. Са изузетком Бремена и области које су уступљене совјетској окупационој зони 1945. године, све те области додељене новој држави Доња Саксонија 1946. године, већ су спојене у „Заједницу изборних јединица Доње Саксоније“ 1920. године. Савремена државу је основала британска војна администрација 1946, по завршетку Другог светског рата, и то од бивших држава Брауншвајг-Линебург, Олденбург, и Шаумбург-Липе са бившом пруском провинцијом Хановер. Држава је примила и интегрисала стотине хиљада избеглица са бивших немачких територија на истоку.

## Географија
Северозапад Доње Саксоније је део Фризије. Назива се Источна Фризија (Ostfriesland) и налази се на обали Северног мора. У њој су 7 острва познатих као Источно-Фризијска острва. На југоистоку је област око реке Емс, слабо насељена област, некада покривена неприступачним мочварама. Северни део државе је равничарски, док на југу постоје две планине: планина Везер и Харц. У центру Доње Саксоније су највећи градови и економски центри: Хановер, Хилдесхајм, Волфсбург, Залцгитер и Брауншвајг. Област на североистоку је позната као Линебуршка степа (Lüneburger Heide), највећа степа Немачке. На северу, река Елба раздваја Доњу Саксонију од Хамбурга, Шлезвиг-Холштајна, Мекленбург-Западне Помераније и Бранденбурга. Долина Елбе је позната по воћарству. Највиша планина у Доњој Саксонији је Вурмберг (971 метар) у Харцу. Државна економија, становништво и инфраструктура су усредсређени на градове Хановер, Штатхаген, Целе, Брауншвајг, Волфсбург, Хилдесхајм и Залцгитер.

### Клима
Доња Саксонија климатски спада у северни умерени појас централне Европе који је под утицајем преовлађујућих западних земаља и налази се у прелазној зони између маритимне климе западне Европе и континенталне климе источне Европе. Ова транзиција је јасно уочљива унутар државе: док северозапад доживљава атлантску у субатлантску климу, са релативно ниским варијацијама температуре током године и вишком воде, клима према југоистоку је све више погођена Континентом. То јасно показују веће температурне варијације између летње и зимске половине године и мање и променљивије количине падавина током године. Овај субконтинентални ефекат се најоштрије види у Вендланду, на висоравни Везер (Хамелин до Гетингена) и у области Хилдесхајма. Највећи нивои падавина се јављају у Харцу јер доњосаксонски део чини ветровиту страну овог планинског ланца на коју пада орографска киша.

### Највећи градови
Најзначајнији градови Доње Саксоније су: 
- Хановер
- Брауншвајг
- Оснабрик
- Олденбург
- Гетинген

| Хановер Брауншвајг | 1.  | Хановер    | 288.720 | Волфсбург Оснабрик |
| Хановер Брауншвајг | 2.  | Брауншвајг | 115.590 | Волфсбург Оснабрик |
| Хановер Брауншвајг | 3.  | Волфсбург  | 112.764 | Волфсбург Оснабрик |
| Хановер Брауншвајг | 4.  | Оснабрик   | 85.966  | Волфсбург Оснабрик |
| Хановер Брауншвајг | 5.  | Олденбург  | 74.176  | Волфсбург Оснабрик |
| Хановер Брауншвајг | 6.  | Гетинген   | 63.643  | Волфсбург Оснабрик |
| Хановер Брауншвајг | 7.  | Залцгитер  | 44.963  | Волфсбург Оснабрик |
| Хановер Брауншвајг | 8.  | Хилдесхајм | 43.626  | Волфсбург Оснабрик |
| Хановер Брауншвајг | 9.  | Линебург   | 35.323  | Волфсбург Оснабрик |
| Хановер Брауншвајг | 10. | Целе       | 33.465  | Волфсбург Оснабрик |

## Становништво
Крајем 2014. године у Доњој Саксонији је било скоро 571.000 ненемачких држављана. Следећа табела илуструје највеће мањинске групе у Доњој Саксонији:
| Националност | Број   |
| ------------ | ------ |
| Пољаци       | 98,355 |
| Турци        | 88,085 |
| Сиријци      | 87,680 |
| Румуни       | 64,675 |
| Ирачани      | 42,860 |

Следећа табела представља број становника Доње Саксоније током година:
| Година | Број      |
| ------ | --------- |
| 1950   | 6,796,500 |
| 1960   | 6,576,137 |
| 1970   | 7,121,824 |
| 1980   | 7,256,386 |
| 1990   | 7,387,245 |
| 2000   | 7,926,193 |
| 2010   | 7,918,293 |
| 2018   | 7,982,448 |
| 2022   | 8,003,421 |

Што се тиче религије, попис из 2011. године наводи да већину становништва чине хришћани (71,93%); 51,48% од укупног становништва били су припадници Евангелистичке цркве у Немачкој, 18,34% су били католици, 2,11% су били припадници других хришћанских вероисповести, 2,27% су били припадници других вероисповести. 25,8% нема деноминацију. Иако постоји висок ниво званичне припадности хришћанској деноминацији, људи – посебно у градовима – се понашају веома секуларно. Почетком 2020. године, Католичкој цркви је припадало 16,3% становништва, а 42,6% Саса били су нерелигиозни или су се придржавали других религија.